# Erwin Schulhoff
Erwin Schulhoff (Praga, 8 de junio de 1894 - campo de concentración de Wülzburg (cerca de Weißenburg in Bayern), 18 de agosto de 1942) fue un compositor checoslovaco de origen judío.

## Vida y obra
Tras estudiar durante su infancia en el Conservatorio de Praga, se trasladó a Viena y cursó estudios superiores en Leipzig y Colonia, donde ganó el Premio Mendelssohn en las especialidades de piano (1913) y composición (1918). Recibió clases de Claude Debussy y Max Reger. Durante la Primera Guerra Mundial sirvió en el frente, experiencia bélica que le llevó a desarrollar un antibelicismo radical.
A partir de 1919 entra en contacto con la vanguardia artística alemana. Esboza un ballet con Tristan Tzara y sus Zehn themen para piano surgen de una colaboración con Otto Griebel. También organiza una serie de conciertos en Dresde en los que se interpreta música de la Segunda Escuela de Viena.
En 1922, un año después de contraer matrimonio con Alice Libochowit, decidió trasladarse a Berlín, Alemania, con la finalidad de aprender de los dadaístas y crear contrapartes musicales a las expresiones de artistas como George Grosz (1893-1959).
En 1923 regresa a Praga, donde gana reputación como concertista gracias a su formidable técnica pianística. En sus programas hace hincapié en la música de vanguardia, estrenando las primeras obras microtonales para el instrumento. También desempeña una intensa actividad como pianista de jazz.
Es en esta época cuando empieza a componer sus obras de madurez. A los pocos meses de su regreso se estrena en Bratislava su 'ballet-misterio' Ogelala, obra escénica de inspiración primitivista. El escándalo en el estreno de la obra, aún mayor que el de La consagración de la primavera diez años atrás, le consagra como el principal valor de la vanguardia musical checoslovaca. Un año más tarde comienza su ciclo de sinfonías, y en 1927 se estrena su primera ópera, Flammen, que algunos han considerado la mejor realización operística sobre el mito de Don Juan del siglo XX. En la técnica serial de la época Schulhoff compone sus Once invenciones para piano.

## Realismo Socialista
A comienzos de los treinta Schulhoff es un comunista convencido de que se compromete con los presupuestos del realismo socialista, simplifica su estilo y compone obras de inspiración partidista. En su Sinfonía n.º 3, dedicada a los huelguistas de Eslovaquia, pretende componer la perfecta sinfonía socialista, y en la n.º 4, compuesta en 1936 y dedicada a los combatientes de la Guerra Civil española, se sirve de un poema de Ondra Lysohorsky titulado "Morir en Madrid". La Sinfonía n.º 5 también fue escrita en un estilo heroicamente estalinista. En esa época aumentó su compromiso con el marxismo y el comunismo soviético, se unió al Frente de Izquierda, de la República Checa, y participó en el grupo de teatro de los trabajadores. Esta tendencia política se reflejó en sus obras, que fueron piezas vocales explícitamente comunistas, y que escribió con la intención de que fueran transmitidas en programas políticos.
A finales de la década de 1930 su vida personal y profesional sufrió diversos problemas: la relación con sus padres empeoró, perdió varios contratos de grabación, su madre murió y se divorció, aunque poco después contrajo matrimonio nuevamente. En su vida privada da un paso más allá y toma la nacionalidad soviética.
Tras la invasión nazi de Checoslovaquia, Schulhoff trata de huir a la URSS, pero cuando ya está ultimando los preparativos de su partida es arrestado. En 1941 es enviado al campo de concentración de Wülzburg. Allí enferma de tuberculosis, pero aún compone su testamento musical, la Sinfonía n.º 6 Sinfonía de la Libertad, que junto con la Sonata 27.IV.1945 de Karl Amadeus Hartmann es considerada una de las obras musicales más significativas del Holocausto. Schulhoff muere en el citado campo de concentración el 18 de agosto de 1942.

## Obras
- 5 Etudes de jazz for piano (c.1910-1920)
- Violin Sonata n.º 1, Op.7 (1913)
- Piano Concerto n.º 1, Op.11 (1913)
- Divertimento for String Quartet (1914)
- Cello Sonata (1914)
- String Quartet n.º 0, Op.25 (1918)
- Sonata Erotica for female voice solo (1919), "in which a soprano spends several minutes faking a carefully notated orgasm"[1]
- Fünf Pittoresken for piano (1919)
- Symphonia Germanica (1919), a satire against German militarism[1]
- Suite for Chamber Orchestra (1921), originally called In the New Style, six dances, "this bouncy, even silly work features instruments never used in the classical repertoire before, like slide whistles and car horns"[2]
- Ogelala, ballet (fr) (1922)
- Cloud-Pump (Die Wolkenpumpe) (1922), songs for baritone, four winds and percussion, to texts by "the holy ghost Hans Arp"[1]
- Bassnachtigall for contrabassoon (1922), "in which a solo contrabassoon does its best to make soulful liquid birdcalls"[1]
- Piano Concerto "alla Jazz" (1923)
- Five Pieces for String Quartet (Fünf Stücke für Streichquartett) (1923)
- String Sextet (1920–24)
- String Quartet n.º 1 (1924)
- Piano Sonata n.º 1 (1924)
- String Quartet n.º 2 (1925)
- Concertino for flute, viola and double bass (1925)
- Symphony n.º 1 (1925)
- Piano Sonata n.º 2 (1926)
- Piano Sonata n.º 3 (1927)
- Violin Sonata n.º 2 (1927)
- Double Concerto for Flute, Piano and Orchestra (1927), neo-classical in flavor[2]
- 6 Esquisses de jazz for piano (1927)
- Concerto for String Quartet and Wind Orchestra (1930)[3]
- Flammen, opera (1927–29)
- Hot Sonate for alto saxophone and piano (1930)
- Suite dansante en jazz for piano (1931), in six dance movements: "a short fast Stomp, a languorous Strait, a parodistic Waltz, a sensuous Tango, a languid Slow, and...a fast and lascivious Fox Trot"[2]
- Symphony n.º 2 (1932), "a mondane [sic] and brilliant work with a jazz scherzo, highly typical of the composer"[4]
- Das kommunistische Manifest, oratorio (1932)[1]
- Orinoco (1934), a fox trot[1]
- Symphony n.º 3 (1935)
- HMS Royal Oak (1935), jazz oratorio for narrator, soprano, tenor, mixed choir and symphonic jazz orchestra, based on text by Otto Rombach[5]
- Symphony n.º 4 (1937)
- Symphony n.º 5 (1938–39)
- Symphony n.º 6 "Svobody" for chorus and orchestra (1940)
- Symphony n.º 7, in piano score only (1941–42)
- Symphony n.º 8, incomplete, in piano score only (1941–42)
- Divertimento for oboe, clarinet and bassoon
- Suite for Violin and Piano
- Variations on an original Dorian theme and Fugato, op. 10, theme, 15 variations, and fugue (date?)